# Възприятие
Възприятието е познавателен психичен процес, при който в мозъчната кора в тяхната цялост се отразяват предмети и явления от околната среда при непосредственото им въздействие върху сетивата. Възприятието позволява да се разбира и интерпретира заобикалящата човека среда, като това зависи от капацитета на мозъка за възприемане и преработване на информация.

## Основни характеристики
Физиологичната основа на възприятието се задава от анализаторите – органите, които възприемат целият клас дразнители на сетивата. Тези анализатори биват общо пет: зрителен, слухов, вкусов, обонятелен и осезателен.
Възприятието се характеризира с:
- Предметност – експонирането на познавателния образ на мястото на действащия дразнител.
- Цялостност – тенденцията да се възприема дразнителят в неговата цялост.
- Структурност – тенденцията да се възприема структурата и нейните свойства, независимо от свойствата на отделните ѝ елементи.
- Константност – относително еднакви дразнители, които се променят, но за човека остават еднакви.
- Осмисленост – служи като мост между абстрактно логическото мислене и възприятието.
- Аперцепция – зависимостта на възприятието от миналия житейски опит.

Съществуват различни класификации на възприятията. Според формите на проявление на материята се различават възприятия за пространство, време и движение.
Феномени при директното възприемане:
- Градиент на текстурата – представлява постепенно изменение в размера на обектите.
- Перцептивна организация – способността за възприемане на формата, което е нещо повече от откриване на контури и граници. То е начин, по който групираме някои елементи в изображението, за да получим съдържателна конфигурация (фигура и фон).

## Етапи на процеса на възприемане
Възприемането протича в рамките на следните четири етапа:
- Етап 1: Избирателно възприемане (Разбиране). Може да бъде:
  - преднамерено (волево) – когато човекът сам целево фиксира вниманието си, и
  - непреднамерено (неволево) – когато вниманието на човека е привлечено от външен стимул.
- Етап 2: Опростяване на информацията (Кодиране) Човек интерпретира информация спрямо други нелогични събития от индивидуалния му опит.
- Етап 3: Задържане в паметта. Този етап може да се нарече запомняне и съхраняване на информация в паметта.
- Етап 4: Възпроизвеждане или извикване от паметта (Поведение). На основата на това как човекът възприема нещата, които се случват около него, той взема решения какво да бъде поведението му във всяка конкретна ситуация.